# Hospital Trinité
El Hospital Trinité (en francés: Hôpital Trinité) es un hospital de Puerto Príncipe, Haití. Es manejado por la organización Médicos sin Fronteras (MSF), que gestiona una clínica de emergencia en el hospital y en otros tres centros en la capital. Es el lugar donde la mayoría de los heridos fueron atendidos después del colapso de la escuela Pétionville en 2008. El hospital sufrió daños en el terremoto de Haití en 2010. El tratamiento médico ofrecido por el personal de MSF se trasladó posteriormente a las instalaciones de tiendas de campaña improvisadas adyacentes al edificio del hospital.